# Jan Niklas
Jan Niklas, auch Yan Nicklas, (eigentlich Jan Niklas Kupferoth; * 15. Oktober 1947 in München) ist ein deutscher Schauspieler.

## Leben
Jan Niklas Kupferoth ist der Sohn der Designerin Elsbeth Kupferoth. Er besuchte in England ein Internat und nahm danach Schauspielunterricht in London. Anschließend kehrte er nach Deutschland zurück und besuchte drei Jahre lang die Max-Reinhardt-Schule für Schauspiel in Berlin. 
Seine ersten Theaterengagements hatte er am Schillertheater Berlin (1967/68), am Stadttheater Regensburg (1968/69), am Hessischen Staatstheater Wiesbaden (1970 bis 1972), am Residenztheater München (1972/73) und am Thalia Theater Hamburg (1973 bis 1975). Danach arbeitete er freischaffend unter anderem an der Kleinen Komödie München (1976) und am Wiener Theater in der Josefstadt (1981/82).
Niklas, auch als Yan Nicklas bekannt, wurde durch internationale Historienfilme bekannt. In dem amerikanischen Mehrteiler Peter der Große von 1986 spielte er unter der Regie von Marvin J. Chomsky die Titelrolle. Er wirkte regelmäßig in internationalen englischsprachigen Produktionen mit, trat aber auch im deutschen Fernsehen auf.
Niklas ist verheiratet und hat einen Sohn. Er besitzt die deutsche und US-amerikanische Staatsbürgerschaft.

## Filmografie (Auswahl)
- 1974: Der Katzensteg
- 1975: Opération Lady Marlène
- 1975: Ansichten eines Clowns
- 1976: Die 21 Stunden von München
- 1976: Derrick: Ein unbegreiflicher Typ
- 1977: Die Kette
- 1977: Der Fall Winslow
- 1979: Theodor Chindler
- 1980: Der Thronfolger
- 1980: Kabale und Liebe
- 1980: Die Formel (The Formula)
- 1981: Die Gerechten
- 1981: Kinder
- 1981: Mit dem Wind nach Westen (Night Crossing)
- 1982: Giuseppe Verdi – Eine italienische Legende
- 1984: Weltuntergang
- 1984: Kolbenhage
- 1984: Derrick: Gangster haben andere Spielregeln
- 1985: Oberst Redl
- 1986: Peter der Große (Peter the Great)
- 1986: Anastasia: The Mystery of Anna
- 1989: Der Rosengarten
- 1990: Dr. M
- 1993: Das Geisterhaus (The House of the Spirits)
- 1994: Tafelspitz
- 1995: Blutige Spur
- 1995: Ein tödliches Vergehen
- 1997: Geisterstunde – Fahrstuhl ins Jenseits
- 1998: Die Seekönigin (Jezerní královna)
- 1998: Babyhandel Berlin – Jenseits aller Skrupel (Assignment Berlin, Fernsehfilm)
- 1998: Männer sind was Wunderbares
- 2001: Anne Frank
- 2001: Die Gottesanbeterin
- 2003: Gestern gibt es nicht
- 2003: Rosamunde Pilcher: Wintersonne
- 2004: Mord im Schilf (Plain Truth)
- 2005: Rosamunde Pilcher: Zauber der Liebe
- 2005: Tatort: Die Spieler
- 2006: Die Zeit, die man Leben nennt

## Auszeichnungen
- 1987: Goldener Gong für Peter der Große
- 1987: Golden Globe Award für Anastasia
- 1987: Golden Globe Nominierung Bester Hauptdarsteller Serie, Mini-Serie oder TV-Film für Peter der Große